# 石上友彦
石上 友彦（いしがみ　ともひこ、1952年3月8日 - ）は、日本の歯科医師、歯学者。日本大学歯科補綴学II講座教授。日本顎顔面補綴学会理事長、日本磁気歯科学会理事長。

## 経歴
1978年日本大学歯学部卒業、1983年東京医科歯科大学大学院歯学研究科歯科補綴学修了。同年3月、歯学博士の学位を取得、論文の題は　「歯頸部エナメル質に形成されたマージンの走査電子顕微鏡による観察」。 東京医科歯科大学医員、愛知学院大学助手、講師、助教授を経て2001年より現職。

## 著作
- 石上友彦、田中貴信 著「第５章　顎顔面欠損（インプラントを用いた顎骨の再建と矯正治療への利用) 5.エピテーゼ」、監修:末次恒夫 、松本直之 編集:飯塚忠彦、石田甫、上田実、赤川安正、市川哲雄、河野文昭 編『先端医療シリーズ・歯科医学１．歯科インプラント』先端医療技術研究所、2000年2月。ISBN 978-4925089074。
- 田中貴信、石上友彦 著「第4章　顎顔面修復材料 1.総論」、長谷川二郎 編『最新歯科材料および技術・機器』シーエムシー出版、2000年12月。ISBN 978-4882312932。
- 石上友彦 他 著、藍稔 編『スタンダード部分床義歯補綴学』学建書院、2006年3月20日。ISBN 978-4762406560。
- 新谷, 明喜、石上, 友彦、森戸, 光彦 編『歯科補綴マニュアル』南山堂、2006年4月14日。ISBN 978-4525824136。
- 田中貴信、石上友彦 著「第4章　顎顔面修復材料 1.総論」、長谷川二郎 編『歯科材料と技術・機器の開発』シーエムシー出版、2006年5月。ISBN 978-4-88231-884-2。
- 石上友彦 他 著、野首, 孝祠、井上, 宏; 細井, 紀雄 ほか 編『パーシャルデンチャーテクニック』（第4版）医歯薬出版、2006年9月10日。ISBN 978-4-263-45601-9。
- 石上友彦 他 著、松村英雄、田中卓男 編『接着を活かした歯冠修復』医歯薬出版、2006年9月15日。ISBN 978-4-263-45601-9。
- 石上友彦 他 著、大山喬史、谷口尚 編『顎顔面補綴の臨床』医学情報社、2006年6月25日。ISBN 978-4-903553-00-9。
- 石上友彦 他 著、高戸毅、天笠光雄、葛西一貴、古郷幹彦、須佐美隆史、鈴木茂彦、谷口尚、新美成二 編『口と歯の事典』朝倉書店、2008年1月25日。ISBN 978-4-254-30091-8。

## 所属団体
- 日本歯学系学会協議会 理事[7]
- 日本顎顔面補綴学会 理事長[2]
- 日本磁気歯科学会 理事長[3]
- 日本補綴歯科学会 代議員[8]
- 日本口蓋裂学会 評議員[9]
- 日本口腔インプラント学会 評議員[4]
- International Congress on Maxillofacial Rehabilitation
- American Anaplastololgy Association
- American Academy of Maxillofacial Prosthetics